# Adenophorus abietinus
Adenophorus abietinus là một loài dương xỉ trong họ Polypodiaceae. Loài này được K.A. Wilson mô tả khoa học đầu tiên.